# Koolmees

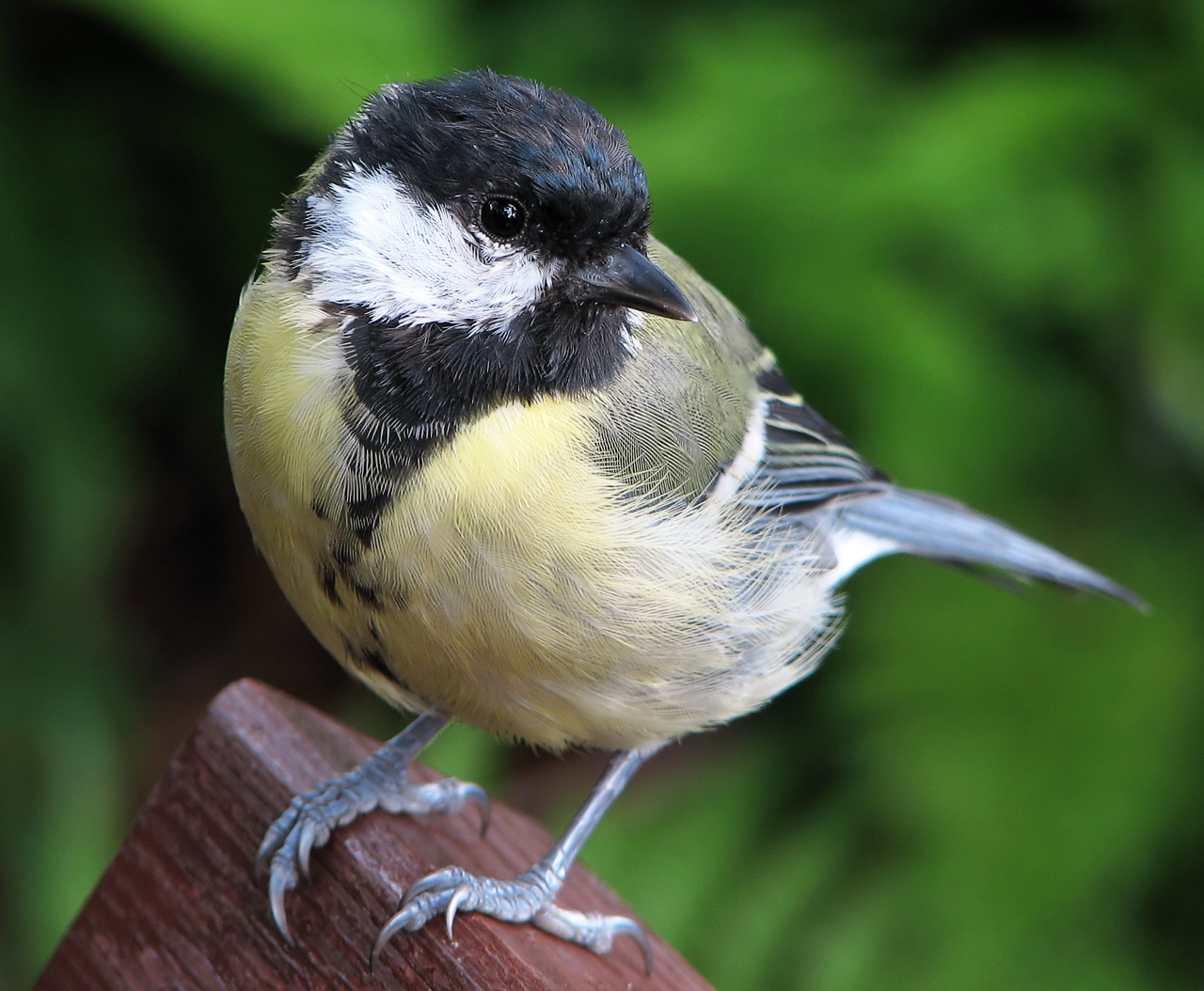
Volwassen vrouwtje

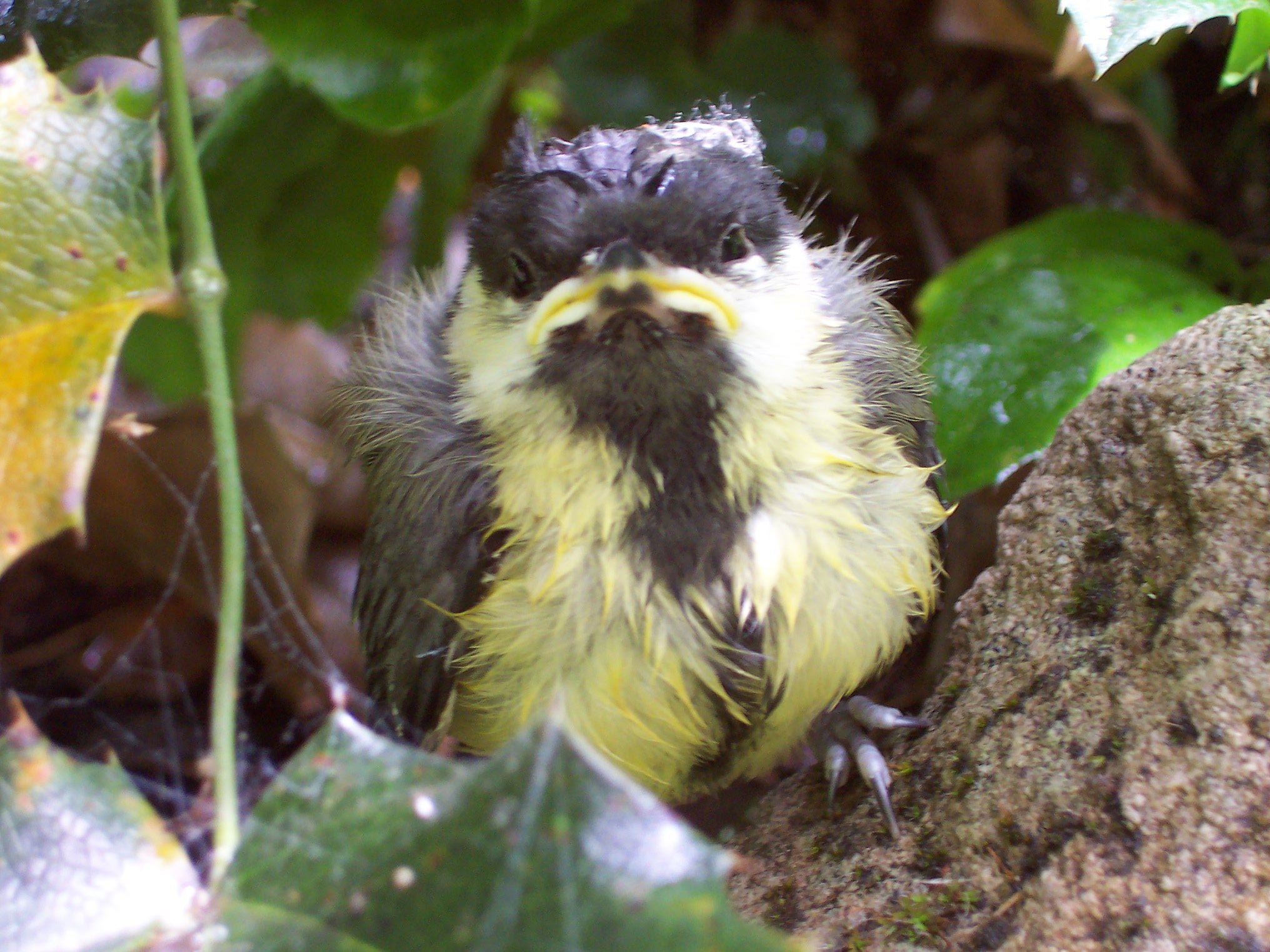
Juveniel

De koolmees (Parus major) is een zangvogel uit de familie van echte mezen (Paridae). In België en Nederland is het een zeer talrijke broedvogel. Het is merendeels een standvogel, maar in sommige jaren is er een wisselend aantal doortrekkers.

## Kenmerken
Volwassen koolmezen zijn 13,5-15 centimeter groot, hebben een spanwijdte van 22,5 tot 25,5 centimeter en een gewicht van gemiddeld 17 gram. De koolmees heeft een zwarte kruin, witte wangvlekken, een gele borst en daarop overlangs een zwarte band. Mannetjes zijn te herkennen aan de duidelijk bredere zwarte band, maar ook aan de grotere hoeveelheid zwart tussen de poten en meer glans op de kop. Het juveniel is valer gekleurd en mist de zwarte streep, deze verschijnt in het najaar. De koolmees is de grootste soort mees, zoals de wetenschappelijke soortnaam verraadt: major betekent groot. De roep van de koolmees klinkt als péh-puuh wat vergelijkbaar is met de sirene van een politieauto. De zang is een hoog si si sirrr en lijkt iets zachter dan die van de pimpelmees. De vlucht van de koolmees is meestal gelijk aan die van andere mezen. In grote bogen vliegt de koolmees door de lucht, afwisselend wordt met de vleugels geslagen en gezweefd.

### Aantrekkingskracht
Koolmezen zien elkaar anders dan wij ze zien, aangezien de groep van vogels waar koolmezen onder vallen heel goed uv-licht kunnen waarnemen, in tegenstelling tot de mens en de meeste andere dieren. Het vermogen om uv-licht waar te nemen is essentieel voor het vrouwtje om een mannetje te selecteren. Het zwarte brede bandje/streepje is hierbij het belangrijkste deel om indruk te maken en een zo groot mogelijke kans te maken voor een mannetje om door een vrouwtje te worden uitgekozen. Uv-gevoeligheid wordt gebruikt om soortgenoten makkelijk waar te nemen maar toch niet op te vallen voor roofdieren aangezien deze geen uv-licht kunnen waarnemen. Voor vrouwtjeskoolmezen speelt hiernaast ook het bewijs dat een mannetje voor haar kan dansen, zingen en voeren een belangrijke rol in de selectie.

## Levenswijze
Koolmezen leven vooral in bosrijke gebieden, maar ze zijn ook heel vaak te zien in tuinen met veel groene voorzieningen. Koolmezen bevinden zich het meest in het struikgewas, tussen houtwallen en houtsingels en eigenlijk overal waar bomen te vinden zijn. Koolmezen zijn niet schuw en eten soms pinda's uit de hand. Het geschatte aantal koppels koolmezen in Nederland staat op ongeveer 500 000 à 600 000 en stijgt nog steeds. De gemiddelde levensduur van een koolmees in goede levensomstandigheden bedraagt ongeveer 10 jaar. De oudste geringde en geregistreerde koolmees werd 15 jaar oud maar de schatting is dat ook een leeftijd van 22 jaar gehaald kan worden.

### Rupsenbestrijding
Koolmezen zijn uitzonderlijk baldadig, maar ook nuttige dieren voor liefhebbers van fruitbomen en grote fruitgewassen. Vele koolmezen zullen namelijk vruchten en bladeren aan gewassen doorzeven om rupsen op te pikken. Ze kunnen grote aantallen plaaginsecten wegvangen op een biologische manier maar dit kan ten koste gaan van de vruchten en bladeren die op hun beurt ook weer erg belangrijk zijn voor de oogst en de plant. Koolmezen maken gaten in nesten van eikenprocessierupsen en eten zowel jonge als oude exemplaren, maar hebben bij grote plagen maar een beperkte invloed, constateerden gemeenten die nestkasten hadden laten ophangen.

## Broed

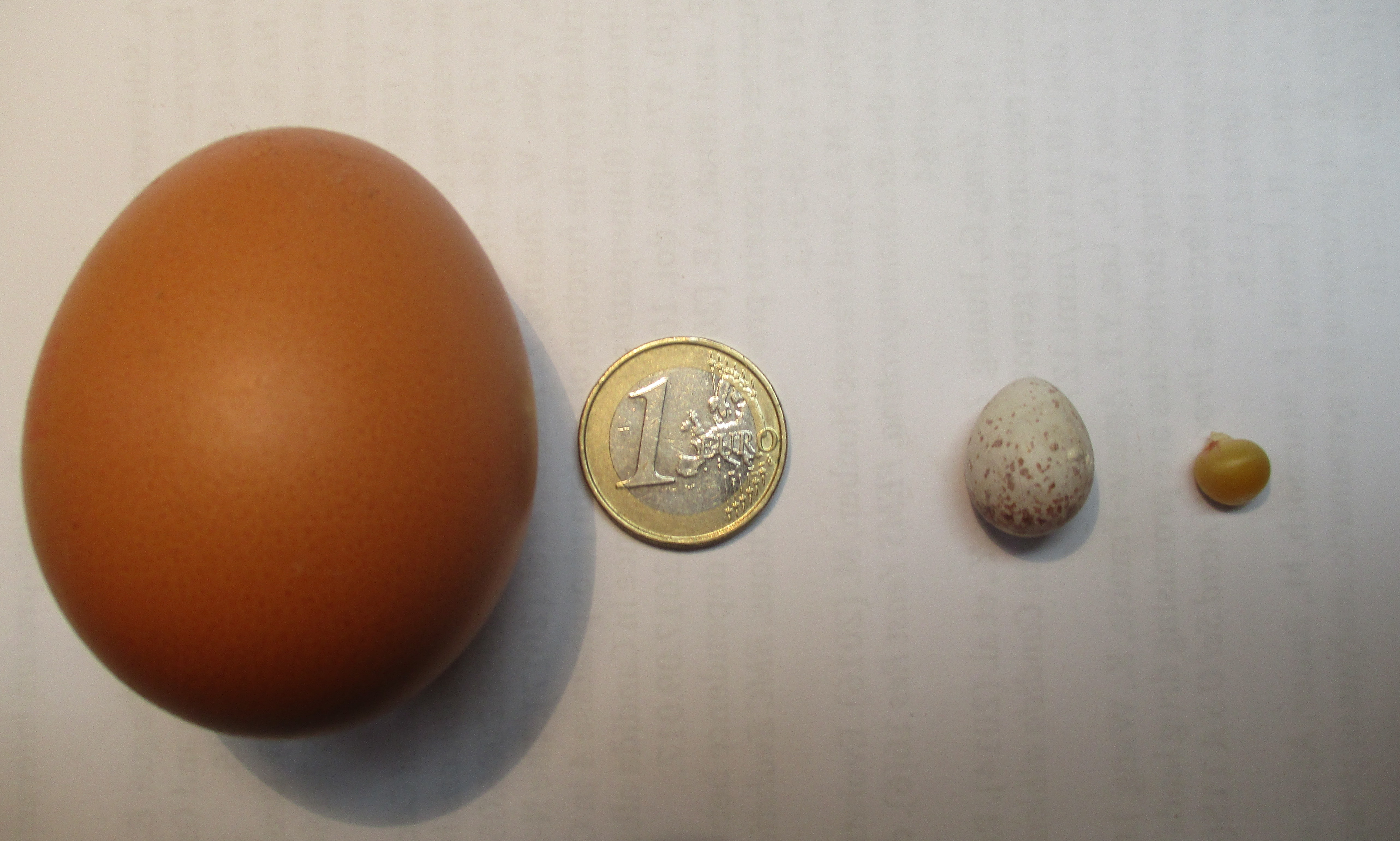
Ei van een kip en een koolmees vergeleken met een 1 euro-munt en een maiskorrel

In de broedtijd eten koolmezen voornamelijk insecten en insectenlarven. Zij nestelen zich in boomholten en ook vaak in nestkastjes. De voorkeur gaat uit naar een vlieggat dat een paar millimeter groter in doorsnede is dan dat van de pimpelmees. Het gat moet het liefst 32 mm zijn. Bij voorkeur hebben ze een nestkast met een minimale binnenmaat van 12×12×25 centimeter.
Aan het eind van het voorjaar en in het begin van de zomer wordt de koolmees seksueel actiever, maar vanaf het moment dat de dagen gaan lengen (21 december) begint het mannetje al frequent te zingen.
Wanneer een koppeltje koolmezen elkaar heeft gevonden blijven zij gedurende een tot twee nestjes bij elkaar en nemen ze beide de verantwoordelijkheid voor het voeren van de jongen. Het is echter niet vreemd als het koppeltje hetzelfde nest jaren achter elkaar samen gebruikt. Een gemiddeld nest bevat daarbij zeven tot zelfs vijftien eieren waarvan er meestal zes tot acht uitkomen. Ongeveer 60% hiervan zal volwassen worden, hetgeen iets hoger ligt dan bij de pimpelmees. Koolmezen zijn iets beter bestand tegen strengere winters dan pimpelmezen.

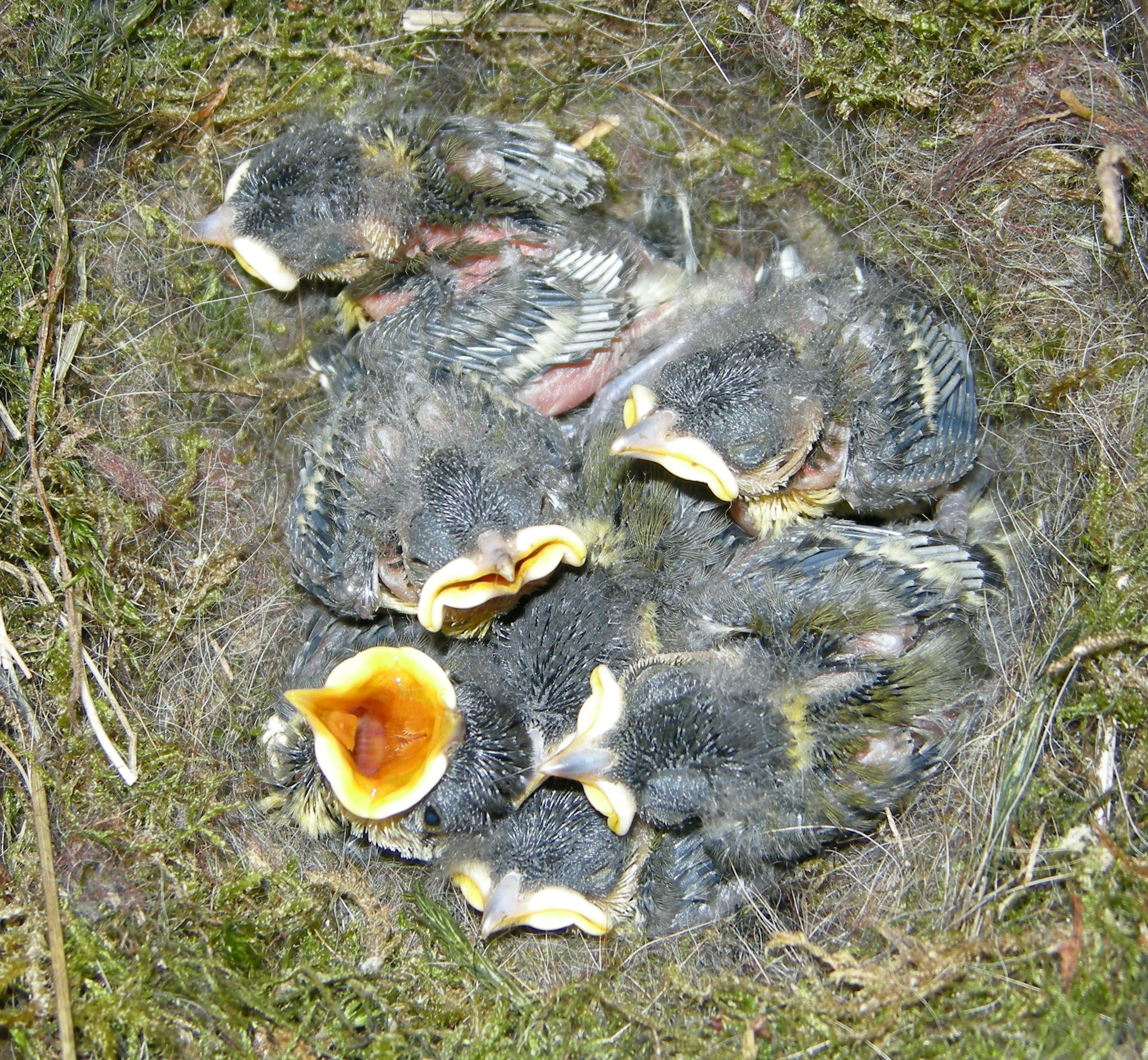
Nest met jongen

### Nest

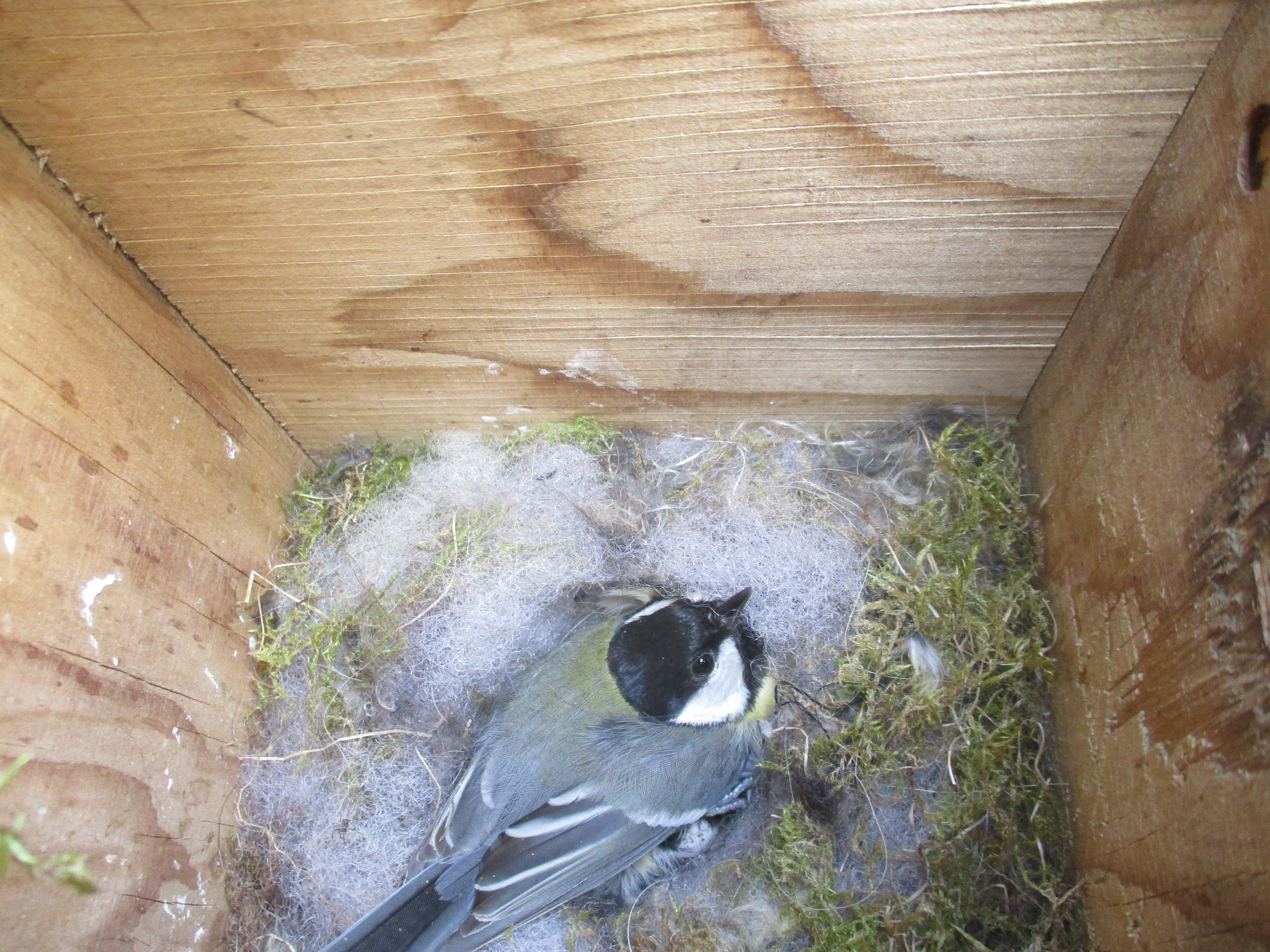
Koolmees op nest in nestkastje

Wanneer een stel koolmezen geselecteerd heeft waar zij kunnen broeden, markeren zij dit met verse snavelmarkeringen rondom de opening. Het koppel zal hierna beginnen met de bouw van het nest. Dit nest bevat meestal de voor de hand liggende onderdelen als mos, haren, veren, bladeren, takjes en ander zacht materiaal. Wanneer het nest klaar is zal het vrouwtje beginnen met het leggen van één ei per dag. Tot een hoeveelheid van ongeveer 8 tot 10 eitjes zal het vrouwtje nog niet beginnen met broeden. Tijdens het broeden zal het mannetje de taak op zich nemen zijn vrouwtje te voeren. Na twee weken komen de eitjes uit waarna beide ouders de jongen zullen voeren.
Om ervoor te zorgen dat roofdieren niet doorhebben waar zich een nest bevindt, zullen de ouders zowel de ontlasting van de jongen, die in een speciaal zakje zit, als de eierschalen ver van het nest brengen. Het nest dient niet alleen om zich tegen vijanden te beschermen, maar ook tegen wind en kou.
Koolmezen die gestoord worden tijdens het broeden blijven op het nest zitten en kunnen blazende geluiden maken ter afschrikking.

### Jongen
Na de periode van 16 tot 23 dagen in het nest kunnen de jonge vogels het nest verlaten. De jongen voelen net als de ouders goed aan wanneer het een geschikt moment is. Voor de ouders volgt een drukke periode waarin ze de jongen leren voedsel te vinden. De vogels blijven bij elkaar door druk geroep. Deze eerste periode is moeilijk voor zowel ouders als jongen, ze vormen door hun activiteiten een voor roofdieren gemakkelijk te traceren doel. In het algemeen leren de jongen snel zelfstandig voedsel te vinden. Ze leren al doende de omgeving goed kennen en zullen er jaarlijks in de lente terugkeren. Jonge vogels trekken soms in het vroegere ouderlijk nest als dat nog niet bezet is.

## Klimaatverandering
De koolmees weet zich goed aan de klimaatverandering aan te passen. Mede door de zachte winters is aantal waarnemingen groeiende. In de broedtijd is het dier afhankelijk van de hoeveelheid beschikbare insecten en rupsen. Sinds het steeds iets vroeger intredende seizoen van insecten, begint het broedseizoen van de koolmees gemiddeld ieder jaar een halve dag eerder. In 1986 was dit rond dag 110 in vergelijking met dag 100 in 2006.
Een koolmees is creatief als het erop aan komt te overleven. Zo kan hij ervoor kiezen om in een strengere winter te overwinteren in een oud nest omdat daar relatief veel insecten zijn die als voedsel kunnen dienen. Ook kan hij naar een warmere streek trekken. In Nederland is er daardoor 's winters in sommige jaren een toevloed van vogels uit koudere noordelijk gelegen landen. Er is over het algemeen genoeg voedsel te vinden voor de koolmees. In extreme omstandigheden kunnen vetbollen een welkome aanvulling zijn.

## Voedsel

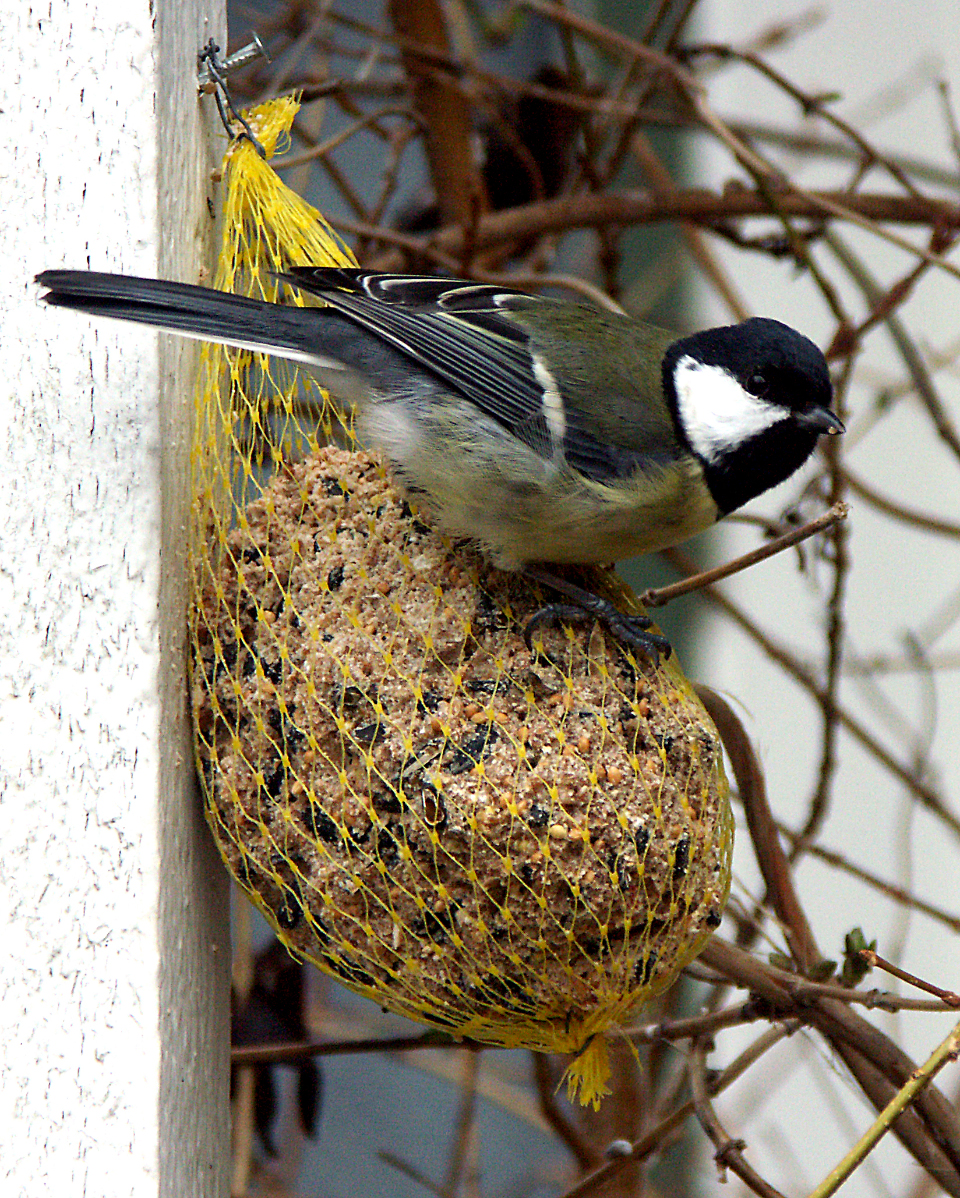
Zaden in de winter

Koolmezen maken graag gebruik van vetbollen, pindanetjes en voedertafels met een gevarieerde hoeveelheid zaden. Vaak verdedigen ze een vetbol tegen andere mezen. Om echter niet ten prooi te vallen aan roofdieren neemt de koolmees het liefste kleine hapjes en kijkt steeds snel en goed om zich heen. Ook het meenemen van voedsel zoals een pindanootje doet hij veel. Het liefst neemt hij ze dan mee naar een beschutte plek waar hij zich rustig voelt en de tijd neemt om het op te eten.
Naast het voedsel dat de mens hen aanbiedt, eten zij vanuit de natuur voornamelijk insecten en hun larven (waaronder ook rupsen), zaden, bessen, knoppen en noten. De temperatuur in de lente en zomer speelt daar een grote rol in door de stijgende of dalende hoeveelheden voedsel.
In een Hongaarse grot is waargenomen dat koolmezen vleermuizen eten. De vleermuizen overwinteren in de grot. Dit is de eerste waarneming van vleermuizenjacht door zangvogels. Waarschijnlijk gebeurt dit uitsluitend wanneer koolmezen 's winters geen ander voedsel kunnen vinden.

## Verspreiding

Verspreiding van de koolmees overal in Europa behalve IJsland, Noord-Scandinavië en Noord-Rusland

Koolmezen zijn zeer talrijk. De ondersoort Parus major major heeft het grootste verspreidingsgebied, dat onder andere heel Europa omvat, op de noordelijkste rand en IJsland na. Verder leeft deze ondersoort in een honderden kilometers brede strook door heel Rusland, tot aan de Zee van Ochotsk in het Noord-Pacifisch gebied toe. Ook in een strook van Noord-Afrika, aansluitend op Gibraltar en Italië, leeft deze ondersoort.
In Europa komt de koolmees het gehele jaar voor in bossen, parken en tuinen. Het is meestal een standvogel, maar in sommige jaren kunnen groepen uit het noordoosten van Europa naar het midden en westen van Europa trekken. Koolmezen kunnen echter wel zeer territoriaal zijn waardoor ze een jaar, of zelfs hun gehele leven hun territorium verdedigen tegen soortgenoten.
Over de indeling in soorten en ondersoorten bestaat geen consensus. Op de IOC World Bird List worden zestien ondersoorten onderscheiden: 
- P. m. newtoni: de Britse Eilanden.
- P. m. major: van het Europese vasteland tot westelijk en het zuidelijke deel van Centraal-Siberië, de Kaukasus en Anatolië.
- P. m. kapustini: van zuidoostelijk Kazachstan en noordwestelijk China tot Mongolië en oostelijk Siberië.
- P. m. corsus: Portugal, zuidelijk Spanje en Corsica.
- P. m. mallorcae: de Balearen.
- P. m. excelsus: noordwestelijk Afrika.
- P. m. ecki: Sardinië.
- P. m. aphrodite: zuidelijk Italië, zuidelijk Griekenland, de Egeïsche eilanden en Cyprus.
- P. m. niethammeri: Kreta.
- P. m. terraesanctae: van Syrië tot noordoostelijk Egypte.
- P. m. karelini: zuidoostelijk Azerbeidzjan en noordwestelijk Iran.
- P. m. blanfordi: noordelijk Irak, het noordelijke deel van Centraal-en zuidwestelijk Iran.
- P. m. bokharensis: van Turkmenistan en noordelijk Afghanistan tot het zuidelijke deel van Centraal-Kazachstan en Oezbekistan.
- P. m. turkestanicus: van zuidoostelijk Kazachstan tot zuidwestelijk Mongolië.
- P. m. ferghanensis: van Tadzjikistan en Kirgizië tot westelijk China.
- P. m. intermedius: noordoostelijk Iran en zuidwestelijk Turkmenistan.

## Galerij

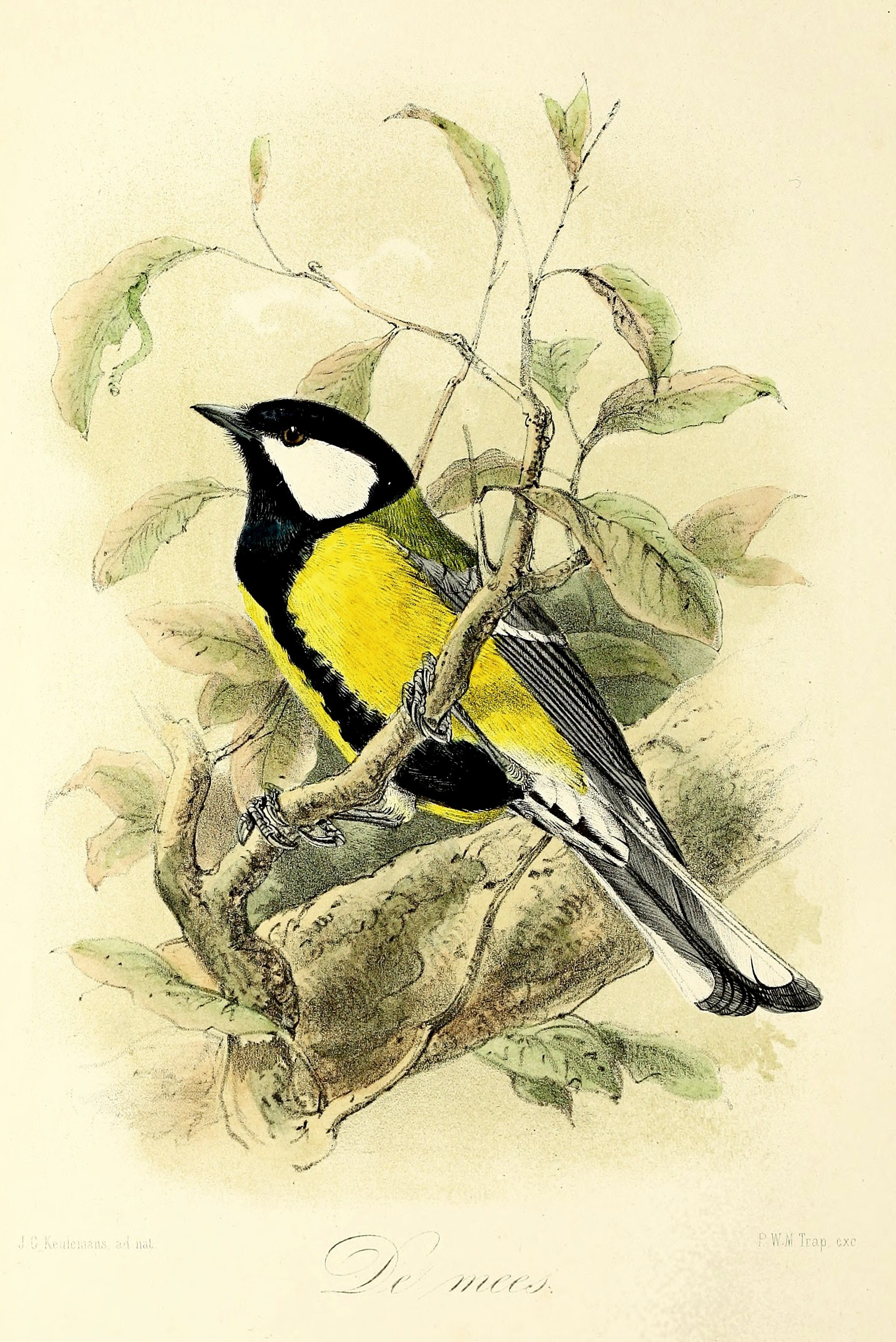
De mees (1869), John Gerrard Keulemans